# Balkanoroncus bureschi
Espèce
Synonymes
- Obisium bureschi Redikorzev, 1928
- Balkanoroncus praeceps Ćurčić, 1978

Balkanoroncus bureschi est une espèce de pseudoscorpions de la famille des Neobisiidae.

## Distribution
Cette espèce est endémique de Bulgarie. Elle se rencontre vers Malka Bresnitza dans des grottes.

## Systématique et taxinomie
Cette espèce a été décrite sous le protonyme Obisium bureschi par Redikorzev en 1928. Elle est placée dans le genre Roncus par Beier en 1928, dans le genre Neobisium par Beier en 1932 puis dans le genre Balkanoroncus par Ćurčić en 1978 qui, par erreur, la renomme Balkanoroncus praeceps.

## Publication originale
- Redikorzev, 1928 : Beiträge zur Kenntnis der Pseudoscorpionenfauna Bulgariens. Mitteilungen aus dem Königlichen Naturwissenschaftlichen Institut in Sofia, vol. 1, p. 118-141.